# Harmonies économiques

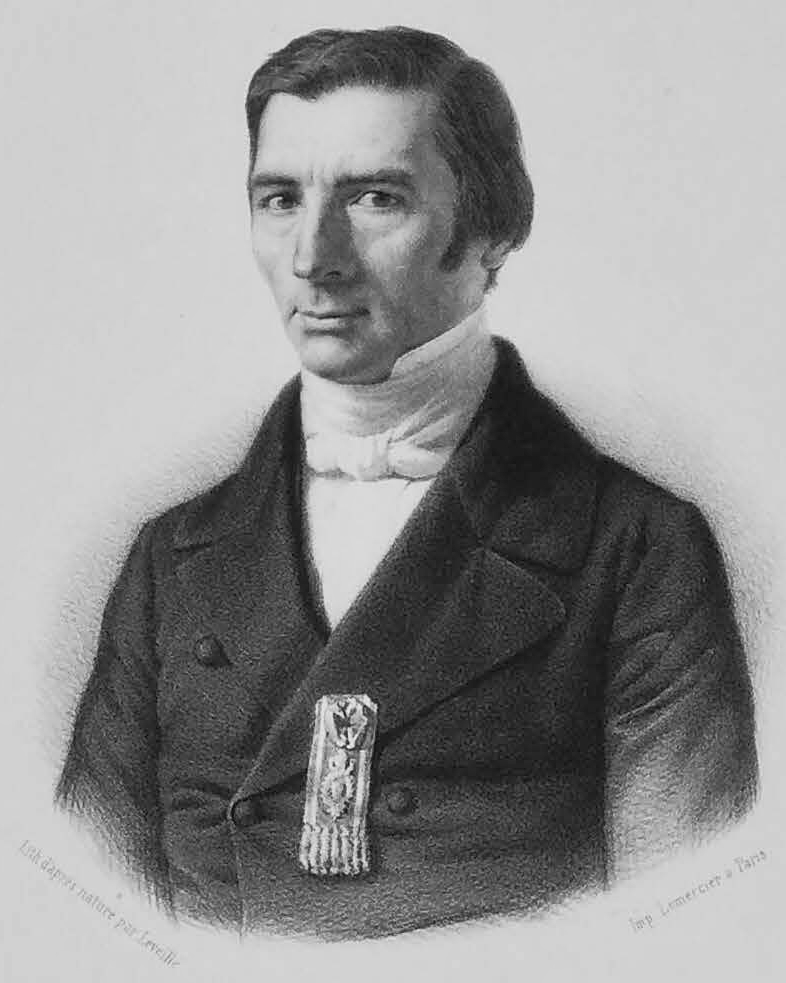
Frédéric Bastiat

Harmonies économiques est le traité d'économie de Frédéric Bastiat. De renommée internationale, il s'agit d'une œuvre de référence de la pensée libérale française, bien qu'elle soit relativement peu connue dans son pays d'origine. Bastiat fit paraître le premier volume en février 1850, quelques mois avant sa mort. Le second volume resta inachevé, cependant ses notes et ébauches furent ajoutées à l’édition posthume de ses œuvres complètes.
Cet ouvrage préfigure les idées de l'école autrichienne d'économie.

## Contenu
L'idée centrale du livre, annoncée dès l'introduction, est l'idée selon laquelle « tous les intérêts légitimes sont harmoniques ». Et par conséquent, que les problèmes économiques et sociaux se résolvent mieux dans la liberté que dans la contrainte. Intuition qui s'oppose à la plupart des théories socialistes et communistes selon laquelle les intérêts de classes sont antagoniques, qu'il y a une opposition entre capital et travail, etc.
L'un des grands principes que Bastiat développe dans cet ouvrage est l'idée selon laquelle en économie il n'y a que des « services qui s'échangent contre des services ». Ce que l'économiste George Lane appellera dans la préface de l'édition du Trident la « Loi de Bastiat ».
L'ouvrage commente et critique abondamment les idées de Jean-Jacques Rousseau, Adam Smith, Jean-Baptiste Say, Nassau William Senior, David Ricardo, Thomas Malthus, Pierre-Joseph Proudhon, Victor Considerant, Charles Fourier...
Il est également fait mention de Fénelon, Voltaire, Chateaubriand, Tocqueville, Montaigne... 

## Réactions
Henry Charles Carey accusera Bastiat, d'avoir plagié son ouvrage Harmonies des intérêts. Accusation dont ce dernier se défendra dans une lettre adressée au Journal des Économistes dans laquelle Bastiat reproche notamment à Carey sa xénophobie anti-française. À l'instar de Carey, Bastiat critique la théorie de la rente foncière de David Ricardo.
Léon Walras, Vilfredo Pareto et plus tard Joseph Schumpeter, malgré les mérites qu'ils reconnaissaient à Bastiat, lui reprochèrent d'avoir au fond une méthodologie peu scientifique. Selon l'économiste Joseph Salerno (en), l'absence de scientificité reprochée par Pareto et Schumpeter était en réalité l'absence de scientisme ou de positivisme. En effet l'œuvre de Bastiat est loin des méthodes scientifiques traditionnelles. Très littéraire, sa pédagogie est, en un sens, plus proche de celle d'un philosophe.